# Temperaturanomalien im Jahr 2014
Die Temperaturanomalien im Jahr 2014 sind Abweichungen von Temperaturmittelwerten für das Jahr 2014. Als Vergleich dient die Normalperiode 1981–2010, die der damalige von der Weltorganisation für Meteorologie (WMO) verwendete Referenzzeitraum ist.

## Jahresbilanz
Das Jahr 2014 war global gesehen und in einigen Ländern (z. B. Deutschland, Österreich, Frankreich, Großbritannien, Schweden) das heißeste Jahr seit Beginn der NOAA-Wetteraufzeichnungen 1880. Die Durchschnittstemperatur über Land und Meeren lag bei 14,6 °C (um 0,69 °C höher als die mittlere Temperatur des 20. Jahrhunderts, 13,9 °C). Dies gab die NOAA (National Oceanic and Atmospheric Administration, eine US-Behörde) bekannt. Neun der zehn global wärmsten Jahre seit 1880 liegen damit im 21. Jahrhundert. Eine Trendwende der globalen Erwärmung ist nicht zu erkennen.
In Deutschland war die Jahresmitteltemperatur zum ersten Mal zweistellig (10,3 Grad Celsius) und brachte einen Temperaturüberschuss von 1,4 °C im Vergleich zur Normalperiode. In der Schweiz betrug der Temperaturüberschuss 1,24 °C im Vergleich zur Normalperiode. Damit wäre 2014 in der Schweiz rein rechnerisch das wärmste Jahr in der Messreihe seit 1864. Die Differenz zum bisherigen Rekordjahr 2011 mit einem Überschuss von 1,21 °C ist allerdings extrem gering. Da Messungen immer auch mit einer gewissen Unsicherheit behaftet sind, müssen die Jahre 2011 und 2014 grundsätzlich als gleich warm betrachtet werden. Sie zeigen beide einen Rekordüberschuss von rund 1,2 °C gegenüber der Normalperiode.

## Januar
Über die ganze Schweiz gemittelt lag die Monatsmitteltemperatur im Januar 2014 2,2 °C über der Normalperiode. Auf der Alpennordseite und im Wallis erreichte der Überschuss verbreitet 2,4 bis 3,1 °C, auf der Alpensüdseite und im Engadin 1,0 bis 2,0 °C und in Berglagen 0,5 bis 1,5 °C. An den Föhnstandorten Vaduz, Bad Ragaz, Chur und Visp stieg die Januartemperatur 3,5 bis 3,9 °C über die Normalperiode.

## Februar
Der Februar 2014 brachte in der Schweiz verbreitet einen Temperaturüberschuss zwischen 2,0 und 3,0 °C im Vergleich zur Normalperiode. Im Churer und St. Galler Rheintal lag die Monatstemperatur mit Föhnunterstützung 4,0 bis 4,5 °C über der Norm. In Gipfellagen betrug der Überschuss 0,5 bis 1,5 °C und auf der Alpensüdseite 0,2 bis 1,5 °C. Gemittelt auf die ganze Schweiz war der Februar 2,4 °C zu mild.

## März
Der März 2014 war in der Schweiz 2 °C zu mild im Vergleich zur Normalperiode, und auf der Alpennordseite dank einer über zweiwöchigen Schönwetterperiode deutlich sonniger als normal. Das Tessin verzeichnete die ersten Sommertage mit Temperaturen über 25 °C.

## April
Der April 2014 war in der Schweiz verbreitet 2,0 bis 2,5 °C zu mild im Vergleich zur Normalperiode. Im Engadin und in den Bündner Südtälern war der Temperaturüberschuss mit Werten zwischen 1,3 und 2,0 Grad etwas geringer. Gemittelt über die ganze Schweiz war der April 2,2 °C zu mild.

## Mai
Die Mai-Temperatur 2014 in der Schweiz lag verbreitet 0,4 bis 0,7 °C unter der Normalperiode. In Gipfellagen war der Mai 1,0 bis 1,4 °C zu kühl. In den Tieflagen des Tessins hingegen zeigte sich der Monat bis 0,6 °C zu mild. Über die ganze Schweiz gemittelt blieb die Mai-Temperatur 0,6 °C unter der Normalperiode.

## Juni
Die Juni-Temperatur 2014 in der Schweiz lag verbreitet zwischen 1 und 2 °C über der Normalperiode. Auf der Alpensüdseite und im Engadin erreichte der Überschuss 0,3 bis 1,1 °C. Über die ganze Schweiz gemittelt war der Juni 1,5 °C wärmer als die Normalperiode. Damit gehört er in der Schweiz zu den 10 wärmsten Juni-Monaten seit Messbeginn 1864.

## Juli
Die Juli-Temperatur 2014 in der Schweiz lag verbreitet zwischen 0,4 und 1,4 °C unter der Normalperiode. Auf der Alpensüdseite und im Genferseegebiet bewegten sich die Werte 1 bis 1,8 °C unter der Norm. Über die ganze Schweiz gemittelt war der Juli 0,9 °C kühler als die Norm.

## August
Die August-Temperatur 2014 in der Schweiz lag in den Niederungen beidseits der Alpen 1,4 bis 2,2 °C, in höheren Lagen im Jura und in den Alpen 2,0 bis 2,5 °C unter der Normalperiode. Über die ganze Schweiz gemittelt war der August 1,6 °C kühler als die Norm.

## September
Die September-Temperatur 2014 in der Schweiz lag auf der Alpennordseite 0,7 bis 1,5 °C über der Normalperiode. Im zentralen Wallis stieg die Monatstemperatur gar 1,7 °C über die Norm. In den Alpen und auf der Alpensüdseite erreichte der Temperaturüberschuss meist weniger als 1 °C. Über die ganze Schweiz gemittelt war der September 1,0 °C milder als die Norm.

## Oktober
Die Oktober-Temperatur in der Schweiz lag verbreitet 2 bis knapp 3 °C über der Normalperiode. In Mittelbünden und im Engadin gab es mit 1,0 bis 1,5 °C etwas geringere Überschüsse. Über die ganze Schweiz gemittelt war der Oktober 2,3 Grad milder als die Norm. Die Schweiz erlebte den viert wärmsten Oktober seit Messbeginn. Schweizweiter Rekordhalter ist der Oktober 2001 mit einem Überschuss von 3,5 °C.

## November
Die November-Temperatur 2014 in der Schweiz lag in den Niederungen der Alpennordseite verbreitet 2 bis knapp 3 °C, in mittleren und hohen Lagen 3 bis 4,5 °C über der Normalperiode. Im Flachland des Tessins erreichten die Überschüsse meist 2 bis 2,5 °C. Gemittelt über die ganze Schweiz ergibt sich mit einem Überschuss von 3,1 °C der zweitwärmste November seit Messbeginn. Der Rekord-November 1994 zeigte sich mit schweizweit 3,3 °C über der Norm nur wenig milder. Bereits deutlich weniger milde Verhältnisse brachte der drittplatzierte November 2006 mit 2,4 °C über der Normalperiode.

## Dezember
Die Dezembertemperatur 2014 in der Schweiz lag verbreitet 1 bis 2 °C über der Normalperiode. Auf der Alpensüdseite, im Engadin sowie im Zentral- und Oberwallis erreichten die Überschüsse meist 2 bis 3,5 °C. In Gipfellagen im Jura und in den Alpen bewegte sich das Monatsmittel im Bereich der Norm. Landesweit gemittelt gehört er zu den zehn wärmsten Dezembermonaten seit Messbeginn.